# ۱۷ سپتامبر
۱۷ سپتامبر دویست و شصتمین (در سال‌های کبیسه دویست و شصت و یکمین) روز سال در گاه‌شماری میلادی است. ۱۰۵ روز تا پایان سال باقی‌است.

## رویدادها
- ۱۹۳۹ - جنگ جهانی دوم: آغاز تهاجم شوروی به لهستان
- ۱۹۳۹ - جنگ جهانی دوم: او-۲۹ با شلیک دو اژدر ناوهواپیمابر بریتانیایی کوریجوس را غرق کرد. این نخستین کشتی جنگی بریتانیایی بود که توسط کریگس‌مارینه غرق می‌شد.

## زادروزها
- ۱۸۲۶ – برنهارت ریمان، ریاضی‌دان آلمانی
- ۱۹۲۹ – استیرلینگ ماس، رانندهٔ مسابقات فرمول یک اهل بریتانیا
- ۱۹۹۶ – استابان اوکون، رانندهٔ مسابقات فرمول یک اهل فرانسه

- BBC: On This Day